# Azuara
Azuara è un comune spagnolo di 667 abitanti situato nella comunità autonoma dell'Aragona.